# 护国街道
护国街道，是中华人民共和国云南省昆明市五华区下辖的一个街道，位于五华区东南角，地处昆明市区中心地带，北临华山街道，西接大关街道，东隔盘龙江与盘龙区相望，南接西山区。2004年由原小南、南强、长春街道合并成立，以护国路得名，护国路因反对袁世凯复辟帝制的护国战争取得胜利而命名。
护国街道地处昆明市中心，公共单位众多，金融、商贸、旅游、休闲娱乐等行业较为集中，南屏街－三市街－正义路步行街，景星街－文明街精品市场，南强街－祥云街美食步行街等都位于辖区内。

## 行政区划
护国街道下辖以下地区：
威远街社区、南屏街社区、祥云街社区、青年路社区、景星街社区、金牛街社区和文庙社区。